# Duby v Nedvězí
Duby v Nedvězí jsou dva památné duby letní (Quercus robur), rostoucí asi 50 metrů od sebe, každý na jedné straně Pánkovy ulice, která vede z centra obce Nedvězí u Říčan směrem do Křenice. Lokalita je součástí chráněného území Přírodní park Rokytka.  

## Základní údaje

#### První dub:
- rok vyhlášení: 1998
- odhadované stáří: asi 155 let (v roce 2015)[1]
- obvod kmene: 333 cm (1996), 348 cm (2009), 358 cm (2013)

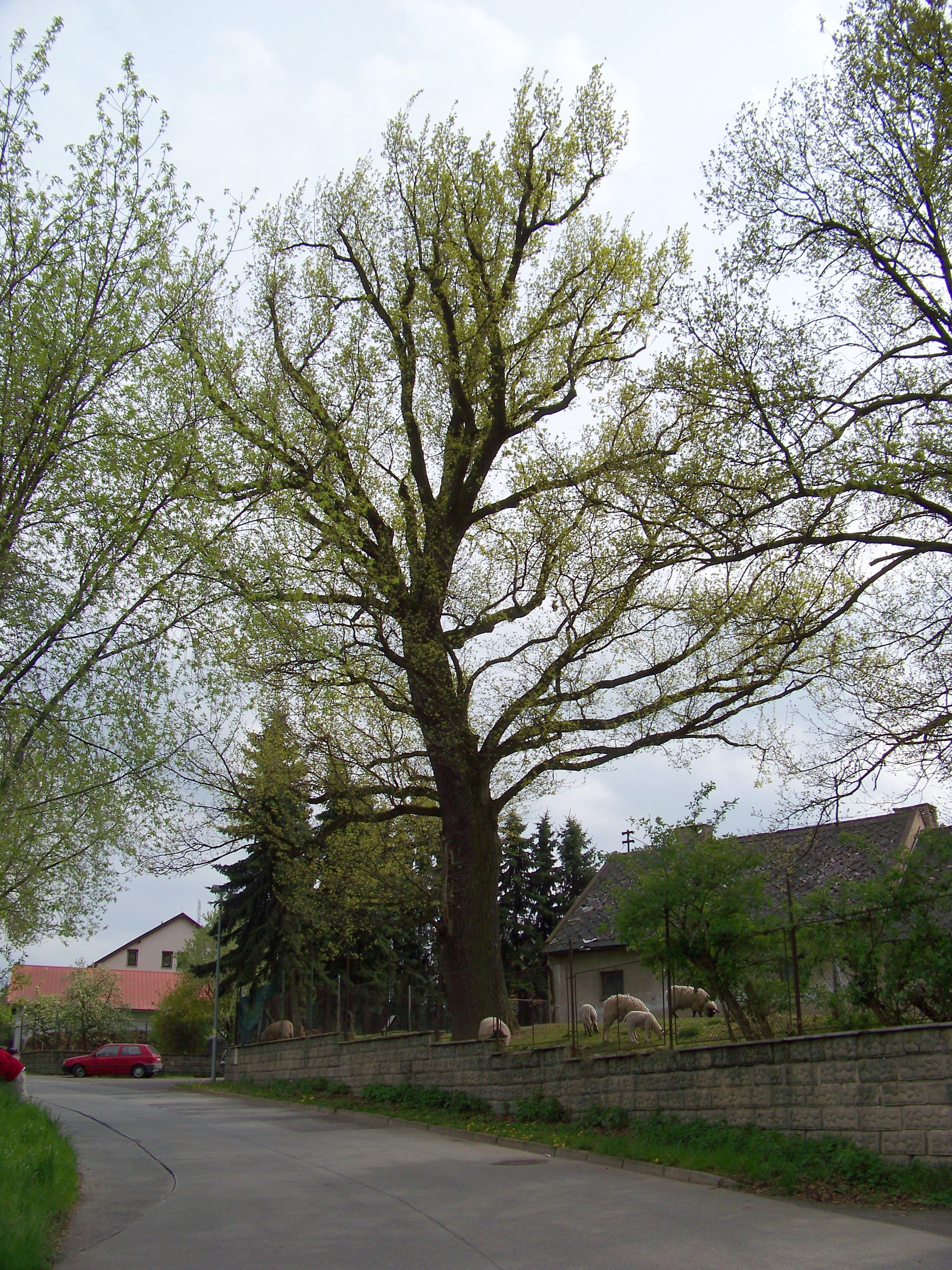
Druhý dub (dál od centra obce)

- výška: 17 m (1996), 22 m (2009)[3]
- výška koruny: 20 m (2009)
- šířka koruny: 16 m (2009)

#### Druhý dub:
- rok vyhlášení: 2003
- odhadované stáří: asi 170 let (v roce 2013)[2]
- obvod kmene: 357 cm (2003), 369 cm (2009)[4]
- výška: 23 m (2003), 23 m (2009)
- výška koruny: 19 m (2003), 20 m (2009)
- šířka koruny: 22 m (2003), 21 m (2009)

## Stav stromů

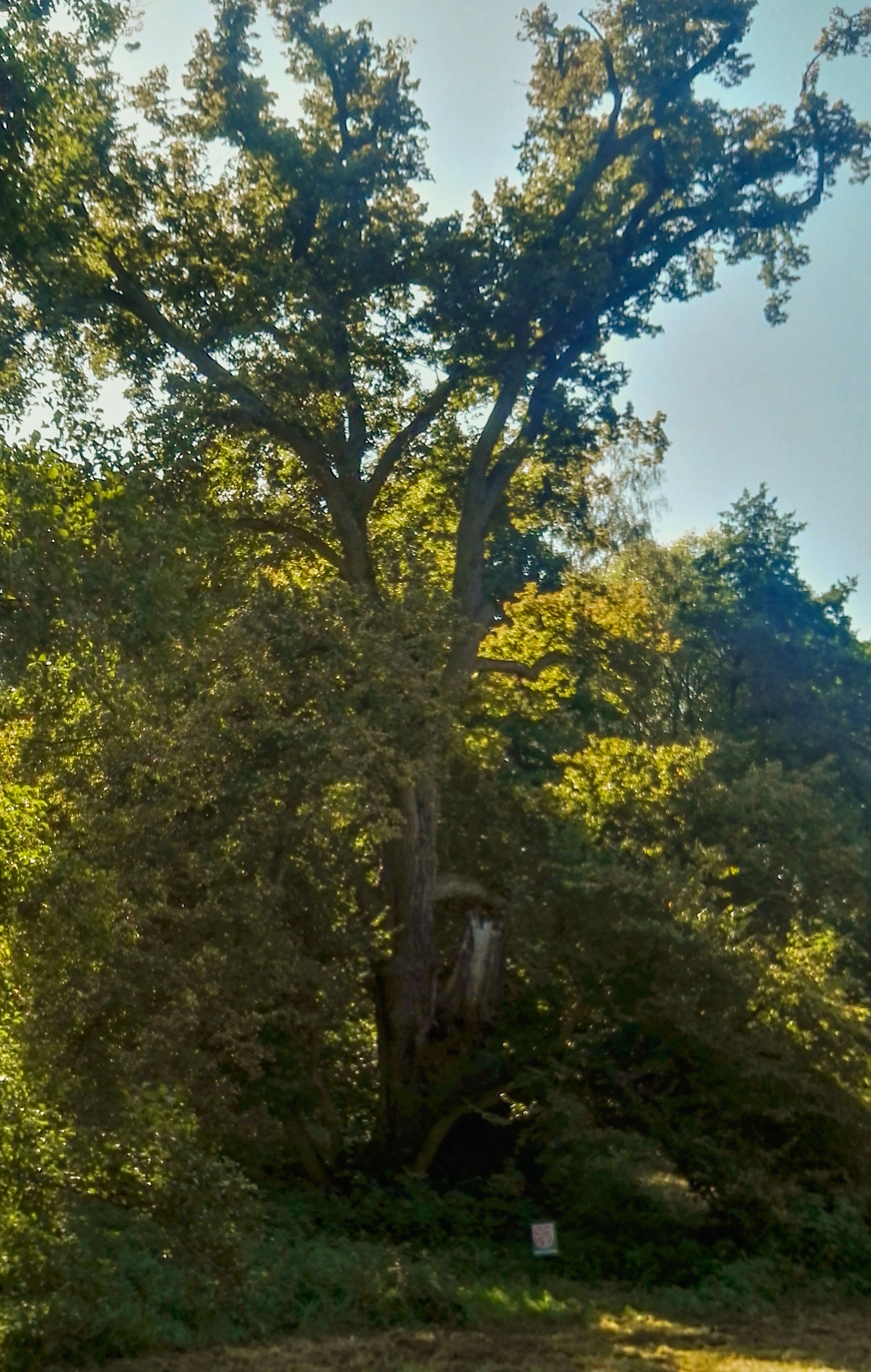
Památná lípa v Nedvězí (2019)

Stav stromů je zatím hodnocen jako velmi dobrý, vyžadují pouze občasný zdravotní a bezpečnostní řez. První dub ale roste těsně u silnice, druhý roste až za plotem soukromého pozemku na neudržované travnaté ploše pod bývalým vepřínem.

## Další zajímavosti
Druhý z dubů byl údajně hraničním stromem. Nedaleko obou dubů je asi 150 m u cesty přes Rokytku památná lípa srdčitá, jedna z nejmohutnějších a nejstarších pražských lip (obvod 5,75 m a výška 27 m). Po roce 2014 pravděpodobně došlo k jejímu rozlomení. 
V centru obce Nedvězí je autobusová zastávka MHD Hájová. 
Součástí přírodního parku Rokytka je přírodní rezervace Mýto, jejímiž zalesněnými svahy, údolními loukami a opuštěnými břidlicovými lomy vede kolem meandrů Rokytky naučná stezka Mýto.